# رحيم (مسلسل)
رحيم مسلسل مصري صدر في 2018 من إنتاج شركة مجموعة فنون مصر للإنتاج والتوزيع، وإخراج محمد سلامة وتأليف محمد إسماعيل أمين، وبطولة كل من ياسر جلال ونور ومحمد رياض وحسن حسني وطارق عبد العزيز.

## القصة
يرصد المسلسل قصة صراع تدور داخل المجتمع المصري، حيث «رحيم» رجل أعمال مصري، يعمل في غسيل الأموال وتهريب الدولارات، ويتم القبض عليه ويسجن لفترة ليست قصيرة، وبعد خروجه من السجن، يفاجأ بأن رجاله استولوا على جميع ممتلكاته، وشرد أفراد أسرته، فيبدأ رحلة بحثه عنهم واسترداد ممتلكاته.

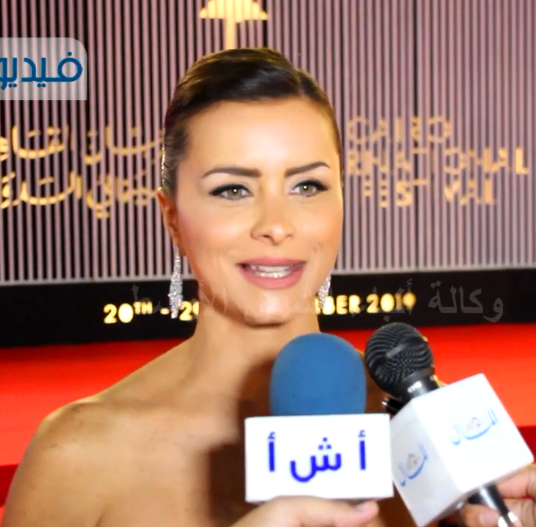
نور في دور داليا

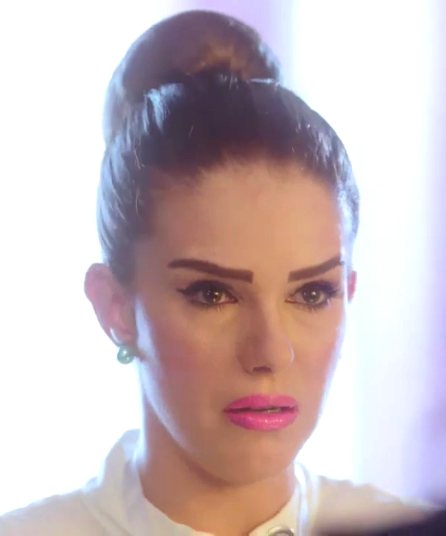
دنيا عبد العزيز في دور رحاب

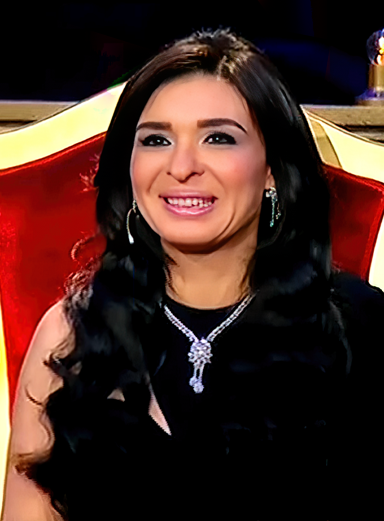
دينا في دور حنان

## طاقم العمل
- تأليف: محمد إسماعيل أمين
- إخراج: محمد سلامة

### الممثلون
- ياسر جلال
- نور
- محمد رياض
- حسن حسني
- طارق عبد العزيز
- دنيا عبد العزيز
- صبري فواز
- إيهاب فهمي
- دينا
- توني ماهر
- منى فاروق
- زكي فطين عبد الوهاب
- مفيد عاشور

## وصلات خارجية
- صفحة مسلسل رحيم على موقع السينما.كوم